# مطار سرقسطة
مطار سرقسطة (بالإسبانية: Aeropuerto de Zaragoza)‏؛ (إياتا: ZAZ، إيكاو: LEZG) هو مطار دولي بالقرب من سرقسطة، أراغون، إسبانيا. يقع على بُعد 16 كيلومتر (9.9 ميل) غرب سرقسطة، 270 كيلومتر (170 ميل) غرب برشلونة و 262 كيلومتر (163 ميل) شمال شرق مدريد. بالإضافة إلى العمل كمطار شحن رئيسي، فهو أيضًا مطار تجاري وموطن المجموعة الخامسة عشر للقوات الجوية والفضائية الإسبانية.

## تاريخ

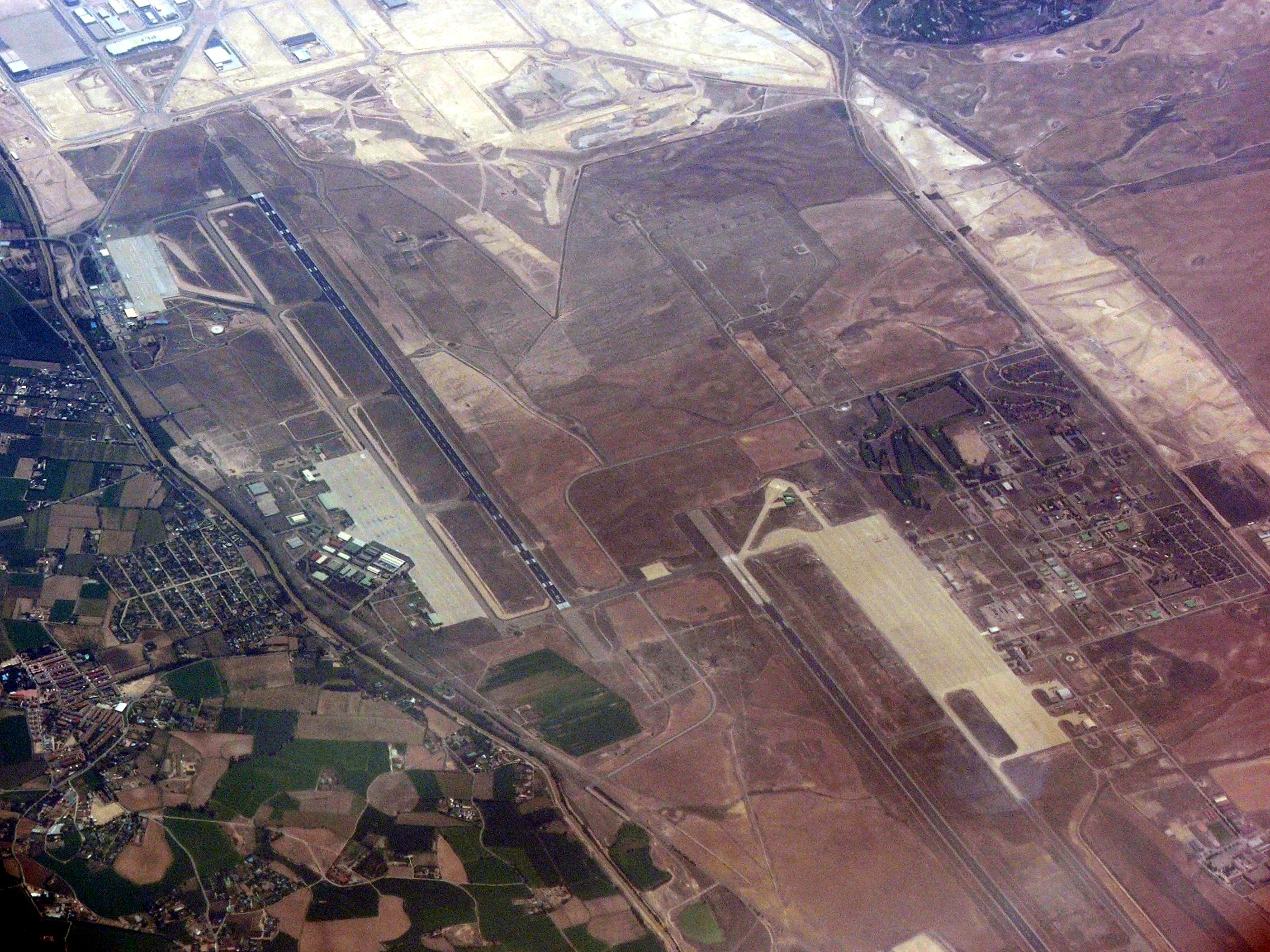
عرض جوي

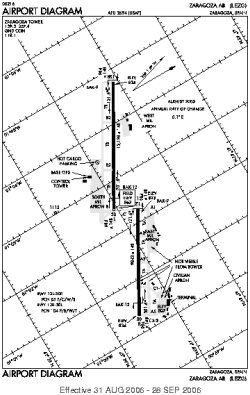
مخطط المطار

خلال الحرب الباردة، استخدم سلاح الجو الأمريكي المنشأة كقاعدة سرقسطة الجوية.
بدأت أعمال البناء في مطار سرقسطة في سبتمبر 1954 بتوسيع وتحسين قاعدة القوات الجوية الإسبانية الموجودة هناك. قام مهندسو البحرية الأمريكية بترقية المنشأة للاستخدام المؤقت أو المتوسط كقاعدة حرب جاهزة. تضمن مشروع البناء الأول في الولايات المتحدة تعزيز 3,024 متر (9,921 قدم) للمدرج الحالي وإضافة 304 متر (1,000 قدم) في كل نهاية. العمل على مدرج خرساني جديد 61 by 3,718 متر (200 قدم × 12,200 قدم)، مع 61 متر (200 قدم) في كل نهاية، بدأت في عام 1956 واكتملت في عام 1958.
كانت سرقسطة واحدة من ثلاث قواعد جوية رئيسية تابعة للقوات الجوية الأمريكية في الحرب الباردة في إسبانيا، أما القواعد الأخرى فهي قاعدة توريخون الجوية بالقرب من مدريد وقاعدة مورون الجوية بالقرب من إشبيلية.
تم استخدام المطار أيضًا من قبل وكالة ناسا كموقع هبوط طارئ لمكوك الفضاء في حالة هبوط الهبوط العابر للمحيطات (TAL). تم اختيار سرقسطة كموقع (TAL) للمكوك الفضائي التابع لوكالة ناسا بسبب مدرجها الطويل، الذي يحتاج إلى أطول من 7500 قدم، وطقسها اللطيف. تحتوي القاعدة أيضًا على نظام ملاحة من الدرجة العسكرية يسمى TACAN - «الملاحة الجوية التكتيكية» - يمكن أن تتكيف مع أجهزة التوجيه الخاصة التي تستخدمها ناسا مع مكوكاتها.

## شركات الطيران والوجهات

### الركاب
| شركـات طيـران         | الوجهات |
| --------------------- | --- |
| بينتر كنارياس         | مطار كناريا الكبرى، مطار تينيريفي الشمالي |
| شبه الجزيرة الإيبيرية | موسمي: مطار كناريا الكبرى (تبدأ في 21 يوليو 2023)، مطار إيبيزا، Menorca (تبدأ في 21 يوليو 2023) |
| رايان إير             | مطار بوفيه - تيه، مطار أوريو أل سيريو، مطار بروكسل شارلروا الجنوب، مطار لشبونة، مطار لندن ستانستد، مطار مراكش المنارة الدولي، مطار ميورقة، Santiago de Compostela موسمي: مطار بولونيا، مطار تريفيزو |
| فولوتيا               | موسمي: Menorca |
| خطوط فيولينغ الجوية   | مطار كناريا الكبرى، مطار ميورقة، مطار تينيريفي الشمالي موسمي: مطار لانزاروت، مطار باريس أورلي |
| ويز للطيران           | مطار هنري كواندا الدولي، مطار كلوج نابوكا الدولي |

### الشحن
| شركـات طيـران               | الوجهات |
| --------------------------- | --- |
| AirBridgeCargo              | مطار شيريميتييفو الدولي (معلقة) |
| طيران الصين للشحن الجوي     | مطار سخيبول أمستردام، مطار شانغهاي بودنغ الدولي، مطار تيانجين الدولي |
| طيران أطلس                  | مطار إسطنبول الدولي، مطار بينيتو خواريز الدولي، مطار ميامي الدولي، مطار بن غوريون الدولي، مطار تشنغتشو الدولي |
| أفيانكا للشحن ‏              | مطار سخيبول أمستردام، مطار إلدورادو الدولي، مطار ميامي الدولي |
| كارغولوكس                   | مطار لوكسمبورغ |
| الخطوط الجوية الصينية للشحن | مطار سخيبول أمستردام، مطار شانغهاي بودنغ الدولي |
| الإمارات للشحن الجوي        | مطار آل مكتوم الدولي، مطار بينيتو خواريز الدولي، مطار ماريسكال سوكري الدولي |
| الخطوط الجوية الإثيوبية     | مطار أديس أبابا بولي الدولي، مطار إلدورادو الدولي، مطار قوانغتشو باييون الدولي، مطار لييج، مطار بينيتو خواريز الدولي، مطار ميامي الدولي                                                                                                  |
| الخطوط الجوية القطرية       | مطار بيروت رفيق الحريري الدولي، مطار أوهير الدولي، مطار شاه جلال الدولي، مطار حمد الدولي، مطار جورج بوش الدولي، مطار لوس أنجلوس الدولي، مطار لوكسمبورغ، مطار بينيتو خواريز الدولي، مطار جون إف كينيدي الدولي، مطار ماريسكال سوكري الدولي |
| الخطوط السعودية للشحن       | مطار الملك فهد الدولي، مطار الملك خالد الدولي |

## إحصائيات
شاهد source Wikidata query and sources.
| سنة  | ركاب (تغيير)     | الحركات (التغيير) | طن بضائع (تغيير) |
| ---- | ---------------- | ----------------- | ---------------- |
| 2011 | 751,097 (+24.0%) | 11,970 (-5.9%)    | 48,609 (+14.3%)  |
| 2012 | 551,406 (-26.6%) | 9,268 (-22.6%)    | 71,094 (+46.1%)  |
| 2013 | 457,284 (-17.1%) | 7,597 (-18.3%)    | 71,661 (+0.7%)   |
| 2014 | 418,576 (-8.5%)  | 7,039 (-7.3%)     | 86,311 (+20.4%)  |
| 2015 | 423,873 (+1.3%)  | 7,050 (+0.1%)     | 85,741 (-0.8%)   |
| 2016 | 419,529 (-1.0%)  | 7,269 (+3.1%)     | 110,564 (+29.0%) |
| 2017 | 438,035 (+4.4%)  | 7,965 (+9.6%)     | 142,185 (+29.1%) |
| 2018 | 489,064 (+11.6%) | 8,991 (+12.9%)    | 166,834 (+17.3%) |
| 2019 | 467,774 (-4.4%)  | 8,770 (-2.5%)     | 182,659 (+9.5%)  |
| 2020 | 172,344 (-63.2%) | 6,559 (-25.2%)    | 143,600 (-21,4%) |

## وصول
حاليًا، المطار متصل بوسط المدينة بخط حافلات ( 501 )، يمتد من ساحة بويرتا ديل كارمن، وسط المدينة، إلى المطار، ويتوقف أيضًا في محطة السكك الحديدية الرئيسية بالمدينة: سرقسطة-ديليسياس. تعد المحطة مركزًا مهمًا للقطارات الطويلة وقطارات AVE عالية السرعة وخط ركاب Cercanías Zaragoza، الذي ينقل الركاب تحت الأرض عبر المدينة وفوق الأرض في منطقة العاصمة.

## روابط خارجية
- الموقع الرسمي
 باللغة الإنجليزية
- تاريخ الحوادث لـ (ZAZ) على شبكة سلامة الطيران.
- Airport information for LEZG at Great Circle Mapper.
- حالة الطقس في مطار سرقسطة.